# 思い出の坂道
「思い出の坂道」（おもいでのさかみち）は、1991年11月21日に発売された平松愛理の7枚目のシングル。

## 収録曲
1. 思い出の坂道 (5:03)
作詞・作曲：平松愛理　編曲：清水信之
2. 母と子のChristmas Eve (5:07)
作詞・作曲：平松愛理　編曲：清水信之

## カバー
- ジュディ・リン（中国語版） - 北京語版「他人男友我的你」、アルバム『和照片談戀愛』に収録（1994年12月）